# Chá Forte com Limão
Chá Forte com Limão é um filme luso-francês de António de Macedo, estrelado por Eugénia Bettencourt, Isabel de Castro (atriz), Jean-Pierre Cassel, Anabela Teixeira e Carlos Daniel.

## Elenco
- Eugénia Bettencourt - Adriana
- Anabela Teixeira - Ermesinda
- Jean-Pierre Cassel - Tiago
- Filipe da Costa - Jaime
- Isabel de Castro (atriz) - Raquel
- Filipe Ferrer - Coronel
- Alexandre de Sousa - Conde
- Luísa Barbosa - Carlota
- Maria José Miranda - Emília
- Carlos Daniel - Henrique
- Rui Pedro - Tiago (voz)